# 7791 Ebicykl
7791 Ebicykl eller 1995 EB är en asteroid i huvudbältet som upptäcktes den 1 mars 1995 av den tjeckiska astronomen Miloš Tichý vid Kleť-observatoriet. Den är uppkallad efter tävlingen Ebicykl.